# 2005年5月逝世人物列表
2005年逝世人物列表：1月 - 2月 - 3月 - 4月 - 5月 - 6月 - 7月 - 8月 - 9月 - 10月 - 11月 - 12月
下面是2005年5月逝世的知名人士列表：
5月29日
- 蔡瑞月，84歲，台灣現代舞先驅。

5月27日
- 拉米扎納，89岁，布基納法索前總統。新華網 Archive.today的存檔，存档日期2013-04-28

5月26日
- 伊斯雷尔·爱泼斯坦，90岁。记者，作家。新华网（页面存档备份，存于）
- 林由美香，日本AV女優、粉紅色電影演員。. P.G. Web Site.   [2009-03-15]. （原始内容存档于2009-02-26） （日语）.

5月25日
- 伊斯梅尔·莫香特（Ismail Merchant），68岁，印度电影制片人。新民周刊
- 蘇尼·達特，印度体育部长。央視國際（页面存档备份，存于）

5月22日
- 洪丕谟，64岁，书法家。人民网

5月21日
- 鄭世永，77歲，韩国企业家，现代汽车创始人。東亞日報[]

5月19日
- 保罗·利科，92岁，法国哲学家。深圳商报（页面存档备份，存于）

5月11日
- 伍宜孫，105歲，香港永隆銀行創辦人。

5月13日
- 关幼波，92岁，中医。江门新闻网

5月9日
- 乔·格兰特，96岁，美国漫画家，作家。东方早报网[]

5月4日
- 石泉，87岁，中国历史地理学家。武漢大學報[]
- 張明長，72歲，台灣國小校長，畫家，書法家。

5月2日
- 黃金輝，89歲，新加坡第四任總統（1985-1993），記者、編輯；是華人世界史上首位民選總統。聯合早報（页面存档备份，存于）東森新聞報（页面存档备份，存于）
- 苏里，86岁，电影艺术家、导演（作品有《平原游击队》、《刘三姐》、《我们村裡的年轻人》等）。新华网 Archive.today的存檔，存档日期2013-04-28